# Крор
Крор ([krɔər] ; скорочено кр), коді, хоха (кхокха), карод, карор або коті позначає десять мільйонів (10 000 000 або 10 7 у науковій нотації) і дорівнює 100 лакхам в індійській системі нумерації. Він записується як 1,00,00,000 з локальним стилем 2,2,3 роздільників груп цифр (один лакх дорівнює ста тисячам і записується як 1,00,000).

## Гроші
Великі суми грошей в Індії, Пакистані, Бангладеш і Непалі часто виписуються в крор. Наприклад, 150 000 000 (сто п'ятдесят мільйонів) записується як «п'ятнадцять крор рупій», «15 крор» чи "Рп 15 крор" У скороченій формі поширене використання, наприклад, "15 ₹ " (для «15 крор рупій»).
Трильйони (у короткій шкалі) грошей часто пишуть або говорять про них у вигляді лакх крор. Наприклад, один трильйон рупій це:
= Один лакх крор рупій
= 1  лакх крор
= 10  5+7
= 10 12 
=  10,00,00,00,00,000 в індійських нотаціях
= 1 000 000 000 000  у західній нотації
Крор використовується на Шрі-Ланці; однак у системі освіти Шрі-Ланки цей термін тепер[коли?] замінено на мільйони, мільярди та трильйони та поступово виходить із загального вжитку в країні.  Слово Крор походить від пракритського слова kroḍi , яке, у свою чергу, походить від санскритського koṭi, що позначає десять мільйонів в індійській системі нумерації, яка має окремі терміни для більшості степенів десяти від 100 до 1019. Крор відомий під різними регіональними назвами.